# Sobre la marxa
Sobre la marxa és un film documental estrenat el 7 d'abril de 2014, dirigit per Jordi Morató. El 2014 rebé el premi al millor llargmetratge documental al Festival Alcances (Cadis).

## Argument
Amb una durada de 77 minuts, el documental explica les aventures de Josep Pujiula i Vila, més conegut com a "Garrell", que va construir una espècie de ciutat feta amb estructures de fustes d'avellaner en mig d'un bosc d'Argelaguer. Algunes d'aquestes estructures superaven els 30 metres d'alçada, i incloïen laberints, cabanes, preses artificials, entre d'altres. Degut a diversos capítols de vandalisme, problemes amb l'ajuntament i un projecte de construcció d'una carretera, "Garrell" va haver de desmuntar i reconstruir el seu projecte fins a tres vegades.
El documental es va enregistrar com un projecte de final d'estudis de Jordi Morató, fent servir unes pel·lícules amateurs que el seu veí havia rodat quan tenia 14 anys, dues dècades abans. La pel·lícula va tenir molt bona acollida de la crítica i va ser presentada en diversos festivals, entre els quals destaquen el de Màlaga, Rotterdam, Lisboa, Trento, Sèrbia o Taiwan, on va guanyar diversos premis. La historiadora d'art estatunidenca Jo Farb Hernández considera "Garrell" el creador d'art brut més indomable del món.
| «              | De tan èpics que són els fets, la història de "Garrell" té més de conte que de relat contemporani. | » |
| — Jordi Morató | |   |

## Repartiment
- Josep Pijiula Alias Garrell: Tarzán
- Jordi Morató 	(veu)